# Wilhelmina Tarwe (grano)

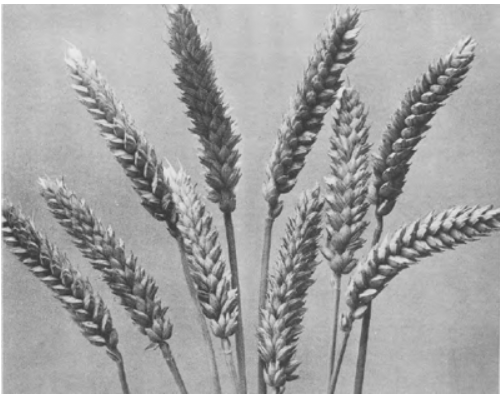
Il grano Wilhelmina.

Il Wilhelmina Tarwe o grano Guglielmina o Broekemas Wilhelmina o Queen Wilhelmina o White Holland (Triticum aestivum var. albidum Al. Wilhelmina) è un grano tenero a taglia alta e ad alta resa, che prese il nome in onore della regina Guglielmina dei Paesi Bassi.

## Storia

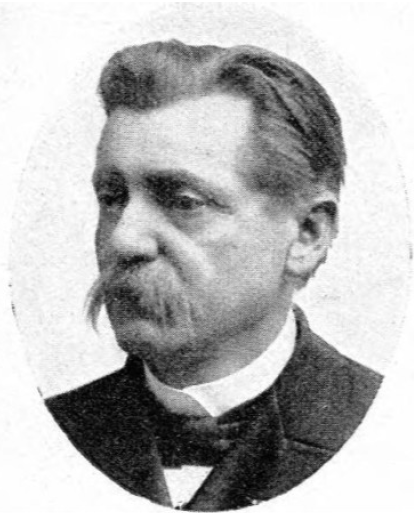
Luitje Broekema ritratto

Il Wilhelmina Tarwe rappresentò senza dubbio un netto miglioramento rispetto alla generalità dei grani teneri in uso al momento della sua comparsa.
Tra il 1901 e il 1935 è stato il grano più coltivato nei Paesi Bassi, con due terzi delle culture seminati a Wilhelmina.

### Origini olandesi
Fu ottenuto dal Prof. Dr. L. Broekema nel 1889 dell'Università di Wageningen, i progenitori erano il grano olandese Spijk (Arpione) e il grano inglese Squarehead (testa quadrata).
Lo Spijh a sua volta era il risultato dell'incrocio tra lo Squarehead e il Zealand white olandese.
Nel 1901 il nome originale datogli da Broekema: Crossed Spike Ic fu trasformato in Wilhermina tarwe in onore della vista della regina Guglielmina a Wageningen.
Dall'incrocio tra Essex Gladkaf e Wilhelmina Tarwe ebbe origine il grano Emma, in onore della regina madre Emma.
Il grano Wilhelmina, venne conosciuto es apprezzato in Gran Bretagna e Canada ed anche in Germania.

### Sviluppi italiani

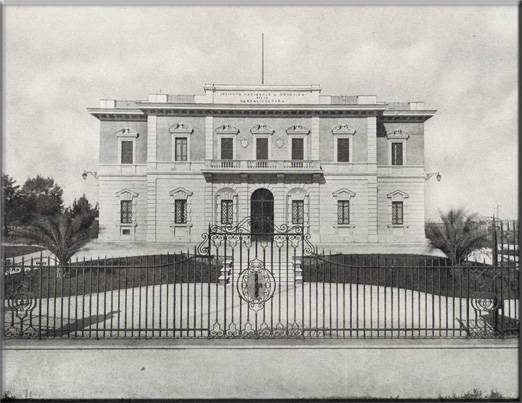
L'Istituto Nazionale di Genetica per la Cerealicoltura di Rieti

Il Wilhelmina Tarwe fu usato da Nazareno Strampelli nella creazione della semente eletta grano Ardito, incrociandolo prima con il grano Rieti nel 1906 e quindi incrociando l'incrocio ottenuto con il grano nano giapponese Akakomugi nel 1913.
Da questa varietà di grano, il genetista Strampelli diede origine a due linee varietali:
1. il Villa Glori del 1918 ottenuto da Wilhelmina Tarwe Sel. 67 m. o mutico; da cui sono derivate 19 varietà mutiche[N 1] moderne.[19]
2. l'Ardito del 1916 alto 70-80 cm e il Mentana alto 90-100 cm del 1918, entrambi ottenuti da ottenuta da Wilhelmina Tarwe Sel. 21 ar. aristato, da cui sono derivate 15 varietà aristate[N 2] moderne.[19] Da questa linea successivamente nacque il San Pastore varietà di grande successo nel dopo guerra.[20]

Altre varietà che Strampelli ottenne incrociando il Willermina Tarwe sono state: il Varone, il Dante, il Fausto Sestini ed anche il Ciro Menotti nel 1917.

## Caratteristiche
È un grano tenero a taglia alta, ad alta produttività, la qualità del grano e la sicurezza del raccolto di questo grano invernale erano molto elevate, cosa questa che lo ha reso molto popolare; trovando estimatori anche in Inghilterra e Canada.
É un grano a semina autunnale adatto ai terreni freschi e fertili delle zone a clima marittimo.
Produce un chicco di colore giallo dorato e stretto, con una spiga ben riempita, è alto 0,7 - 1 metro; con una resa di circa 50 q.li x ha. 
Il tempo di semina è ottobre/novembre mentre il tempo di raccolta è a luglio inoltrato. Sono segnalate mietiture ad agosto inoltrato.
È poco adatto alla panificazione e viene oggi usato per la produzione di mangimi animali o per la produzione di birra.

### Annotazioni
1. ↑  Le 19 varietà derivate sono: Attilio Fabrini, Trieste, Stamura, Rismondo, Palestro, Damiano Chiesa, Mentana mutico, Cesare Battisti, Italo Giglioli, Goito, Fabio Filzi, Dante Alighieri, Riccio, Enrico Toti, Villa Glori, S. Pastore, Ausonia, Salto e Vettore
2. ↑  Le 15 varietà derivate sono: Ardito, Tiriamo Diritto, Edda, Ettore Fieramosca, Fausto Sestini, Mentana, Sabina, Gorizia, S. Michele, Castelfidardo, Fanfulla, Balilla, Turano, Velino e Cerere

### Fonti
1. ↑   Genetica p. 324 - Internet Archive, su archive.org, 25 marzo 2023. URL consultato il 12 maggio 2024.
2. ↑   Recent Advances In Agricultural Plant Breeding: H.hunter, su archive.org, 14 agosto 2015. URL consultato il 17 maggio 2024.
3. 1 2 3   Bjanes O. T., International Review Of The Science and Practice Of Agriculture Vol-i No-1: Bjanes O. T. p. 668 - Internet Archive, su archive.org, 25 marzo 2023. URL consultato il 12 maggio 2024.
4. ↑   Katholieke Encyclopaedie deel 24, su archive.org, 25 marzo 2023. URL consultato il 17 maggio 2024.
5. ↑  van Uven, M. J., & Broekema, L. (1921). Eere-promotie Prof. L. Broekema: red van den Rector-Magnificus der Landbouwhoogeschool bij het verleenen van het doctoraat in de landbouwkunde, honoris causa, aan Prof. L. Broekema L.I. in toespraak van Prof. Dr. L. Broekema bij het aanvaarden van het doctoraat. Landbouwhogeschool. https://edepot.wur.nl/234036
6. ↑   A. C. Zeven, L. Broekema's segregation ratios of three wheat characters in 1887, in Euphytica, vol. 18, n. 2, 1969,  pp. 286-292, DOI:10.1007/BF00035700, ISSN 0014-2336 (WC · ACNP).
7. 1 2   Principles and methods of plant breeding: Borojević, Slavko, 1919- p. 82-83 Internet Archive, su archive.org, 25 marzo 2023. URL consultato il 12 maggio 2024.
8. ↑   The World Wheat Book: A History of Wheat Breeding p. 272, su archive.org, 18 giugno 2001. URL consultato il 12 maggio 2024.
9. 1 2 3 4  (NL) Wilhelmina (1889, su sites.wageningenur.nl, 12 ottobre 2023. URL consultato il 12 maggio 2024.
10. ↑   Zeitschrif T Pflanzenziichtung (1914) : Fruwith .c - Internet Archive, su archive.org, 24 giugno 2015. URL consultato il 17 maggio 2024.
11. ↑   Development and spread of high-yielding varieties of wheat and rice in the less developed nations : Dalrymple, Dana G - Internet Archive, su archive.org, 25 marzo 2023. URL consultato il 17 maggio 2024.
12. ↑   Katarina Borojevic e Ksenija Borojevic, Historic Role of the Wheat Variety Akakomugi in Southern and Central European Wheat Breeding Programs, in Breeding Science, vol. 55, n. 3, 2005,  pp. 253-256, DOI:10.1270/jsbbs.55.253, ISSN 1344-7610 (WC · ACNP).
13. ↑   E. Pestsova e M. Röder, Microsatellite analysis of wheat chromosome 2D allows the reconstruction of chromosomal inheritance in pedigrees of breeding programmes, in TAG. Theoretical and applied genetics. Theoretische und angewandte Genetik, vol. 106, n. 1, 2002,  pp. 84-91, DOI:10.1007/s00122-002-0998-x, ISSN 0040-5752 (WC · ACNP), PMID 12582874.
14. ↑   Gazzetta Ufficiale del Regno d'Italia del 1938-08-29 n. 196 - Internet Archive, su archive.org, 29 agosto 1938. URL consultato il 17 maggio 2024.
15. ↑   Gazzetta Ufficiale del Regno d'Italia del 1942-01-08 n. 005 - Internet Archive, su archive.org, 8 gennaio 1942. URL consultato il 17 maggio 2024.
16. ↑   Gazzetta Ufficiale, 1969,  p. 3133. URL consultato l'11 maggio 2024.
17. ↑   D.G. Dalrymple, Development and Spread of High-yielding Varieties of Wheat and Rice in the Less Developed Nations, Development and Spread of High-yielding Varieties of Wheat and Rice in the Less Developed Nations, v. 91-97, Foreign Development Division, Economic Research Service, U.S. Department of Agriculture, 1974,  p. 11. URL consultato l'11 maggio 2024.
18. ↑   Pasquale De Vita, Grani antichi curiosità e proprietà nutrizionali (PDF), su galvalleditria.it. URL consultato il 12 maggio 2024.
19. 1 2   Boggini G.*, Cattaneo M., Corbellini M., Perenzin M., Brandolini A., Vaccino P, Le varieta’ di frumento tenero costituite da Nazareno Strampelli: descrizione morfologica, agronomica, biochimica, molecolare e tecnologica. Rivisitazione scientifica di una pagina di storia italiana. (PDF), su collisulvelino.org,  p. 17 (archiviato dall'url originale il 10 maggio 2024).
20. ↑   The World Wheat Book: A History of Wheat Breeding - Internet Archive, su archive.org, 18 giugno 2001. URL consultato il 17 maggio 2024.
21. ↑   Verdoon Frans, Chronica Botanica Vol-xiii (1949) p. 224 : Verdoon Frans - Internet Archive, su archive.org, 19 giugno 2015. URL consultato il 17 maggio 2024.
22. ↑   Studies on the genetic nature of resistance to Puccinia graminis var. tritici in six varieties of common wheat : N H Luig - Internet Archive, su archive.org, 25 marzo 2023. URL consultato il 17 maggio 2024.
23. ↑   Raad Van Leeraren, Mededeelingen Van De Rijks Hoogere Land=, Tuin= En Boschbouwschool : Raad Van Leeraren : Free Download, Borrow, and Streaming : Internet Archive, su archive.org, 25 marzo 2023. URL consultato il 17 maggio 2024.
24. ↑  (NL) Gewassen, su Historische Gewassen Natuur(lijk) Zeeuws, 8 dicembre 2022. URL consultato l'11 maggio 2024.